# Long Lake (Dakota Południowa)
Long Lake – miasto w Stanach Zjednoczonych, w stanie Dakota Południowa, w hrabstwie McPherson.